# 丽波花园
丽波花园是位于上海市徐汇区的一处历史住宅群，处于衡山路和吴兴路的转角处，与西湖公寓和会斯乐公寓隔路相望。因其周边为草地和花园而得名。由一幢花园住宅和一处新式里弄住宅组成。

## 花园住宅
丽波花园内的花园住宅位于吴兴路87号，建于1928年，原为东方汇理银行大班伦顿的住宅，由赉安洋行设计。
1949年后，由上海棋社使用。1974-1975年，棋社迁出，原址改为上海市体育科学研究所。20世纪90年代，研究所在原建筑西侧建造新的办公楼，原建筑改造为餐厅至今。
该建筑面积824平方米，为假三层砖混结构。建筑为现代风格，采用红瓦双坡屋面，立面材质为白色拉毛水泥，造型为凹凸式。建筑入口位于左侧，以多立克式柱悬空支撑，南立面为前后多重山墙。建筑东西开阔，楼梯间通道饰以玻璃，以确保其采光效果。1994年，该建筑列入第二批上海市优秀历史建筑。

## 新式里弄

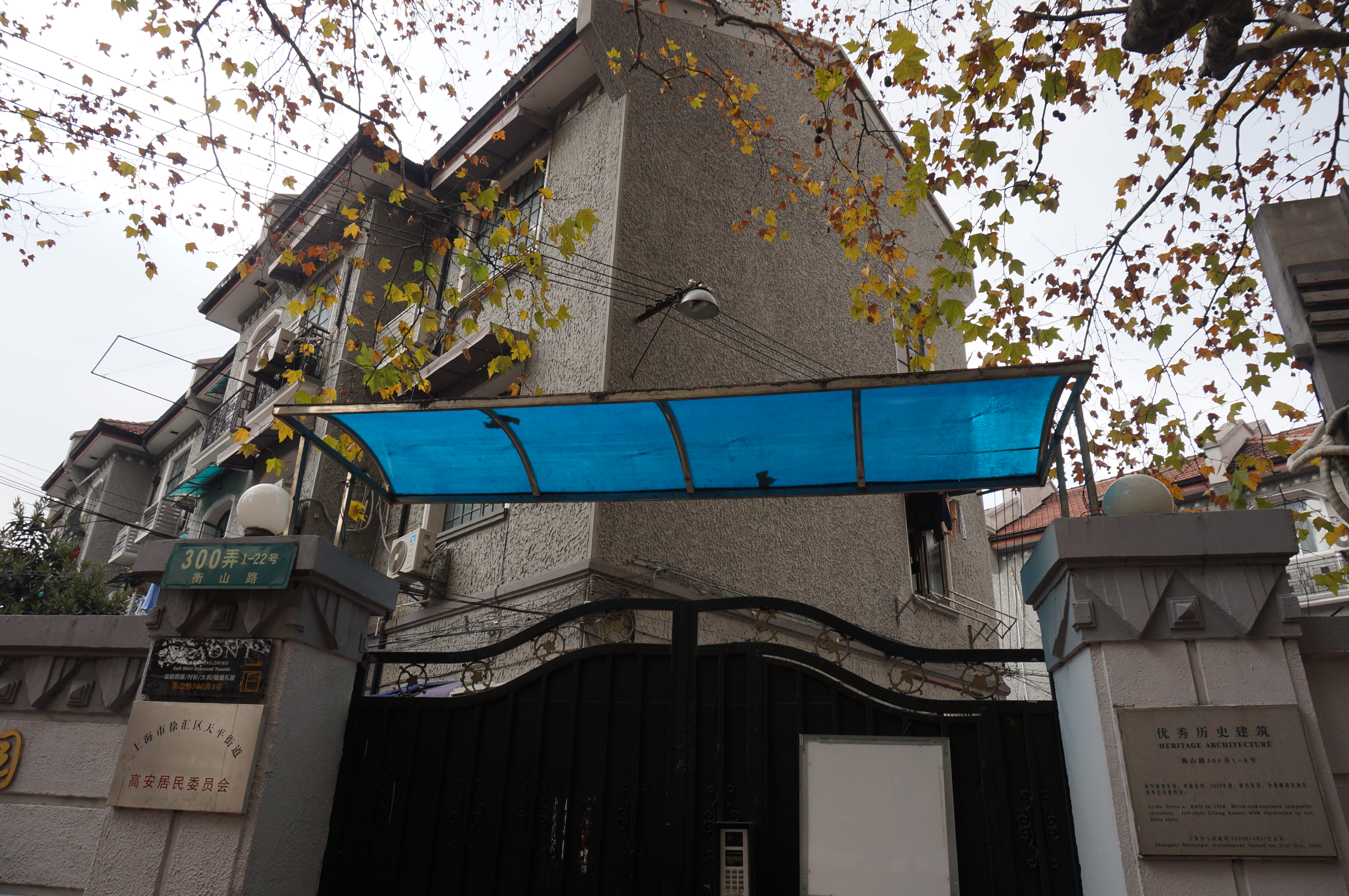
丽波花园

丽波花园内的新式里弄位于衡山路300弄，建造于1928年，占地面积0.16公顷，建筑面积2352平方米，均为三层砖混结构建筑。其外观细部有装饰艺术特征。建筑墙面材质灰色拉毛水泥，屋面材质为红瓦，檐下做倒三角形装饰。每幢建筑分为四户，各户之间由山墙隔开，山墙上有线脚装饰。建筑现为民居，2005年入选第四批上海市优秀历史建筑。